# Masirana taraensis
Masirana taraensis là một loài nhện trong họ Leptonetidae.
Loài này thuộc chi Masirana. Masirana taraensis được miêu tả năm 2005 bởi Irie & Ono.